# Consonne labiale-vélaire
Ne doit pas être confondu avec Consonne labio-vélaire.
En phonétique articulatoire, une consonne labiale-vélaire (en bref une labiale-vélaire) désigne une consonne possédant deux lieux d'articulation :
1. bilabial ;
2. vélaire, la partie postérieure de la langue opérant une constriction au niveau du voile du palais.

## Labiale-vélaires de l'API
L'API ne recense aucun labiale-vélaire sauf en combinaison avec d'autres symboles :
- occlusives :
  - g͡b, occlusive labiale-vélaire voisée :
    - lingala : gbagba [g͡bag͡ba] (passerelle) ;

  - k͡p, occlusive labiale-vélaire sourde :
    - lingala : kpála [k͡pála] (roseau) ;
- nasale : ŋ͡m, labiale-vélaire nasale.